# Paul Edwards (filosofo)
Paul Edwards (Vienna, 2 settembre 1923 – New York, 9 dicembre 2004) è stato un filosofo morale statunitense.

## Vita
Paul Edwards, un influente filosofo originario dell'Austria, che completò la propria educazione a Melbourne, Australia, e morì di un attacco di cuore il 9 dicembre 2004 a New York all'età di 81 anni.
Peter Singer, in un necrologio per il quotidiano australiano, scrisse quanto segue:
- Edwards nacque nel 1923 a Vienna con il nome di Paul Eisenstein, minore di tre fratelli.
- Fin dalla tenera età si distinse come uno studente brillante e dotato e fu ammesso all'Akademische Gymnasium, una scuola superiore prestigiosa che accettava solo studenti che avevano passato un difficile esame selettivo. Paul non riuscì a completare la sua istruzione in quel luogo. La sua famiglia era di discendenza ebraica e sebbene né lui né loro fossero religiosi, quando i nazisti occuparono l'Austria nel 1938 questo non fece nessuna differenza.
- Preavvertendo un pericolo, la famiglia mandò Paul a stare con amici in Scozia dove andò a scuola e migliorò l'inglese. Il resto della famiglia emigrò a Melbourne dove molti parenti si erano già stabiliti da tempo. In quegli anni di guerra, precedenti al multiculturalismo, avere un nome straniero, con un suono particolarmente tedesco, era considerato uno svantaggio e la famiglia cambiò il proprio cognome in Edwards. A Melbourne Edwards si iscrisse all'High School, distinguendosi come il migliore della scuola. Quindi andò all'università di Melbourne dove studiò filosofia laureandosi in arte e specializzandosi nella stessa materia.
- Nel 1947 ottenne una borsa di studio dalla Melbourne University per studiare in Inghilterra dove però non andò mai. Lungo la strada si fermò a New York e gli venne offerto un incarico alla Columbia University dove completò il suo dottorato. A parte un breve periodo in cui insegnò alla University of California a Berkeley, rimase a New York per il resto della sua vita.
- Mentre preparava la sua tesi di dottorato Edwards scrisse a Bertrand Russell, forse il più grande filosofo inglese del XX secolo, che allora però non era di moda, al contrario di Ludwig Wittgenstein e il suo tentativo di dissolvere i problemi filosofici tradizionali analizzando il modo in cui utilizziamo il linguaggio. Edwards tuttavia preferiva l'approccio più diretto di Russell e condivideva inoltre il suo scetticismo in campo religioso. Questo scambio portò a una lunga amicizia e a una serie di collaborazioni. Edwards curò e scrisse un'introduzione alla famosa raccolta di saggi di Russell "Perché non sono cristiano e altri saggi sulla religione e argomenti correlati".
- Edwards scrisse svariate opere, ma ciò che lo influenzò maggiormente nel definire la filosofia morale furono due libri che egli curò, in collaborazione con Arthur Pap: Il primo, "Una moderna introduzione alla filosofia" divenne un testo introduttivo molto usato. La più grande opera di Edwards comunque fu la cura dell'"Enciclopedia della filosofia", pubblicato nel 1967 in otto volumi, che non rappresentava una mera descrizione di qualunque cosa andasse sotto il nome di filosofia. Si tratta, piuttosto, di una sorta di manifesto dell'approccio di Edwards alla filosofia. Era un fervente sostenitore della chiarezza e del rigore nell'argomentazione filosofica e si assicurò che i collaboratori al progetto condividessero gli stessi valori. Alcuni filosofi di grande reputazione, secondo Edwards, parlavano di sciocchezze mascherate da profondità e si beava di poter colpire le loro reputazioni. Le sue armi erano argomentazione e arguzia, di cui gli esistenzialisti divennero facili bersagli, soprattutto Heidegger, e gli articoli su di loro e sulle loro idee sono ancora una lettura divertente.
- L'"Enciclopedia della filosofia" viene ancora pubblicata, anche se in un'edizione rivista da altri curatori. Quando feci visita a Edwards nel suo appartamento di New York tre anni fa, si mostrò contrariato perché le revisioni avevano diluito il messaggio filosofico e avevano ingentilito il tono su molto del pensiero postmoderno.
- Oltre alla sua carica alla Columbia University Edwards insegnò alla New York University, al Brooklyn College, e alla the New School. Amava insegnare e ha continuato fino a due anni fa a dare consultazioni a studenti laureati e a tenere corsi per adulti. Non si sposò mai, né ebbe figli, ma in ogni caso, non mancò mai di compagnia femminile. Sua cognata, Susan e sua nipote, Robin, gli sono sopravvissuti e vivono a Melbourne.

Con la sua morte, Alek Shlahet, un suo caro amico per cinquan'anni che aveva avuto le chiavi dell'appartamento di Edwards invitò Timothy Madigan e Warren Allen Smith a dare una mano per cercare i file e il manoscritto di "Dio e i filosofi". Invitò inoltre gli amici Alexandre Pozdnyakov e Judy Antonelly a vedere l'appartamento. In una delle dozzine di scatole e contenitori Magan riuscì a trovare i file e il dischetto dell'opera e, durante la perlustrazione dell'appartamento, Shlahet si imbatté in uno degli accumulatori orgonici di Wilhelm Reich. Non era un segreto che Edwards trovasse i trattamenti di Reich più efficaci di quelle di Freud. Madigan, Smith e dei vicini di casa avevano udito l'"urlo primordiale" di Edwards, per cui Reich era famoso.
Un anno e un giorno dopo la morte, gli amici Mrs. Carmela Shlahet, Judy Antonelly, Alek Shlahet, Warren Allen Smith, Alex Pozdnyakov, e Nildania Perez si incontrarono a New York City sulla 68ª strada al molo di Riverside Boulevard ed esaudrono il desiderio del dott. Edwards gettando le sue ceneri nell'Hudson.

## Una caratteristica speciale
Una caratteristica speciale della sua vita fu la sua simpatia nel recepire le teorie dello scienziato emarginato Wilhelm Reich.
In un'intervista disse "per alcuni anni io e molti amici lo considerammo come qualcosa di simile a un messia".(The Humanist, March/April 1974). Quando fu nominato redattore capo dell'enciclopedia di filosofia (1967) scrisse un articolo conciso, anche se piuttosto lungo (11 pagine rispetto alle 4 dedicate a Freud) su Reich, l'unico testo serio che un filosofo di nota gli abbia mai dedicato. Edwards era abbastanza noto da riuscire a inserire una versione ridotta di questo articolo anche nell'Encyclopedia of Unbelief (ed. Gordon Stein, 1985).

## Opere
- "Bertrand Russell's Doubts About Induction" (1949)
- The Logic of Moral Discourse (1950-1951)
- "Hard and Soft Determinism" (1958)
- "The Cosmological Argument" (1959)
- Ethics and Language (1966)
- Ethics and Language (1966)
- "Atheism" (1967)
- Encyclopedia of Philosophy (8 vols., 1967), editor-in-chief
- Buber and Buberism (1970)
- Heidegger on Death (1979)
- Ethics and Language (1966)
- Voltaire (1989)
- Immortality (1991)
- Heidegger's Confusions(2004)
- Reincarnation (2002)
- God and the Philosophers (as yet unpublished)